# سانکاردهابال
سانکاردهابال (به لاتین: Sankardhabal) یک روستا در بنگلادش است که در استان باریسال و در ناحیه پیروج‌پور واقع شده است.